# Юбилейный сельсовет
Юбилейный сельсовет — сельское поселение в Адамовском районе Оренбургской области Российской Федерации.
Административный центр — посёлок Юбилейный.

## История
Статус и границы сельского поселения установлены Законом Оренбургской области от 2 сентября 2004 года № 1424/211-III-ОЗ «О наделении муниципальных образований Оренбургской области статусом муниципального района, городского округа, городского поселения, установлении и изменении границ муниципальных образований».

## Население
| 2010 | 2012  | 2013  | 2014 | 2015 | 2016 | 2017 |
| ---- | ----- | ----- | ---- | ---- | ---- | ---- |
| 1057 | ↘1032 | ↘1023 | ↘956 | ↘917 | ↘900 | ↘894 |
| 2018 | 2019  | 2020  | 2021 |      |      |      |
| ↘835 | ↘788  | ↘755  | ↘711 |      |      |      |

## Состав сельского поселения
| № | Населённый пункт | Тип населённого пункта          | Население |
| - | ---------------- | ------------------------------- | --------- |
| 1 | Жуламансай       | посёлок                         | 331       |
| 2 | Жуламансай       | разъезд                         | 27        |
| 3 | Юбилейный        | посёлок, административный центр | 699       |